# Hovgården
Hovgården é um sítio arqueológico localizado no lago Mälaren na costa leste da ilha de Adelsö, Suécia. Foi fundada durante a Era Viking, no século VIII e abandonada no século X. Juntamente com Birka, está classificada como Património Mundial com o número 555.